# حساسات الرنا الميكروي

الشكل يوضح سير عمل اكتشاف miRNA. يمكن الكشف عن ميكرورنا باستخدام أجهزة استشعار حيوية معقدة مثل أجهزة الاستشعار الحيوية الكهروكيميائية وأجهزة الاستشعار الحيوية البصرية. تستخدم أجهزة استشعار miRNA المواد النانوية وعناصر التعرف وعناصر التضخيم للكشف الحساس والمحدد عن miRNA. تم إنشاؤه باستخدام BioRender.com

مستشعرات رنا الميكروي أو حساسات رنا الميكروي هي أجهزة تحليل تتضمن تفاعلات بين خيوط حمض ريبوزي نووي ميكروي المستهدفة وعنصر التعرف على منصة الكشف لإنتاج إشارات يمكن قياسها للإشارة إلى مستويات أو وجود الحمض المستهدف. تظهر الأبحاث في مجال أجهزة استشعار رنا الميكروي أوقات قراءة أقصر، وحساسية متزايدة وخصوصية لكشف رنا الميكروي وتكاليف تصنيع أقل من طرق الكشف التقليدية عن رنا الميكروي.